# Besa (Albania)
La besa (forma indeterminata besë) è un precetto culturale della tradizione albanese, indicante grossomodo l'onore individuale, contrapposto allo nder, ovvero l'onore familiare; entrambi i concetti erano tradizionalmente integrati in una cultura della vergogna.
Nelle epoche in cui vigeva il codice legale consuetudinario noto come Kanun, entrambi i termini sopraddetti avevano il ruolo di istituto giuridico.
Non esiste nell'italiano moderno un termine perfettamente omologo, ragion per cui il concetto viene di volta in volta tradotto con onore, parola data, o fede nel significato, ancora presente nell'italiano antico, di "affidabilità" (come ad es. nella locuzione affé mia: "alla fede mia [faccio ricorso come garanzia]"). Prima del mutamento semantico dovuto all'influenza della dottrina cristiana, in latino classico il termine fides aveva valore identico al termine albanese "besa".

## Besa e nder
La besa (pron. "bésa", con S sorda), termine traducibile con la fides dei Romani (e non con l'italiano "fede", che è feja anche nel senso di "fidanzamento", fejim) è l'onore individuale, contrapposto all'onore della famiglia (nder, latino "honor" o "decus"). La differenza tra i due concetti è che lo nder, più vicino al concetto mediterraneo di "onore" inteso come "rispettabilità della famiglia" un tempo presente nel Diritto familiare italiano (quando ad esempio veniva riconosciuti il delitto d'onore), viene costruito e mantenuto dai comportamenti di tutti i membri della famiglia: la castità delle figlie nubili, l'obbedienza dei figli scapoli, la fedeltà delle donne sposate, la coscienziosità e rettitidine degli uomini sposati, la laboriosità delle donne in generale e il coraggio degli uomini in generale contribuiscono a mantenere (o, in caso di inadempienza, a danneggiare) lo nder della famiglia e di chi ad essa si associa.
La besa, invece, virtù tipicamente maschile, consiste in un comportamento da cui dipende l'autorevolezza dell'uomo e la sicurezza dei suoi familiari (peshë, "peso" della parola e hije, "ombra", dell'uomo che la pronuncia; cfr. lat. "gravitas" o "auctoritas") — è quindi dipendente in primo luogo dalla fanatica aderenza alla parola data, concetto marcato da numerosi aneddoti, leggende ed exempla nel folclore albanese. È degno di nota il fatto che, anche nell'Albania contemporanea, ormai sradicata dalla mentalità del Kanun, uno degli insulti personali più pesanti e imperdonabili sia l'etichetta di pabesë, cioè "senza besa" — insulto affine ai gravissimi infidus e perfidus in Latino classico, termini molto più pregnanti dei derivati italiani — mentre sono popolari i nomi di persona maschili Besnik ("fedele") e Besim ("fiducia").

## L'ospitalità (mikpritja)
Tra le fattispecie in cui si applica il principio della conservazione della besa c'è l'accoglienza dell'ospite, ovvero di qualunque forestiero si presenti al pater familias chiedendo ospitalità: il padrone di casa è tenuto a seguire un rituale di benvenuto (offrendo, in ordine: pane e sale, un bagno e un banchetto; poi, per la permanenza dell'ospite, vestiti puliti e dignitosi e il posto a capotavola durante tutti i pasti) e successivamente a difendere la vita, gli averi e la dignità dell'ospite sopra a quelli propri e della propria famiglia (vale a dire, il Kanun ritiene encomiabile, ad esempio, il padre che rinuncia a difendere un figlio, causandone la morte, in difesa dell'ospite). All'atto del commiato, il padrone di casa è inoltre tenuto a fare un dono materiale all'ospite, con cui sarà permanentemente legato da un rapporto di amicizia (con relative ricadute giuridiche).
Per la forte somiglianza al precetto noto nella Grecia Arcaica come xenia, è stata proposta la possibilità di un legame tra le due tradizioni, di influenza o (più probabilmente, data l'appartenenza del gruppo etnoculturale albanese, rilevata mediante comparazione linguistica, all'area a nord della Linea Jireček) un'origine comune.
Data l'influenza ancora profonda del Kanun e dei comportamenti da esso prescritti ancora fino all'inizio del periodo comunista, beneficiarono del precetto della mikpritja diversi soldati italiani in fuga dai rastrellamenti tedeschi dopo l'8 settembre 1943, oltre a circa 2000 ebrei (in maggioranza non albanesi, dato che la popolazione ebraica del Paese nel 1939 era di circa 200 individui), sempre durante la Seconda guerra mondiale.